# Francesc Comte
Francesc Comte (Illa, Rosselló, primera meitat del s. XVI - ?, entre 1586 i 1587), fou un notari, historiador i ocasionalment poeta del Rosselló, del segle xvi.
Vivia a Illa, exercint com a notari entre 1544 i 1578, havent fet estades a Barcelona, Tolosa i Narbona.
El 1586 Comte acabà la seva obra Il·lustracions dels comtats de Rosselló, Cerdanya y Conflent, que dedicà al bisbe d'Elna Joan Terés. Escrita en català amb una prosa que denota la seva formació notarial, es divideix en dos llibres. El primer és un tractat geogràfic en què descriu els límits dels comtats pirinencs, de gran utilitat en un moment en què les fronteres eren sovint atacades per bandolers i hugonots. El segon és un diàleg dogmàtic que relata la història més remota dels comtats nord-catalans, des de l'arribada de Tubal fins al regnat de Gàrgoris (d'acord amb l'esquema dels vint-i-quatre reis primitius d'Hispània elaborat pel monjo Annio da Viterbo), i on es defensa la catalanitat dels comtats tant contra les aspiracions franceses com contra el corrent castellà de pensament que els col·locava fora de la jurisdicció hispànica (Ocampo, Morales, Zurita…). Els seus arguments històrics i mitològics foren represos, amb la mateixa finalitat, per historiadors posteriors, com Andreu Bosch, Jeroni Pujades i Esteve de Corbera.
L'única mostra de poesia coneguda de Francesc Comte, dos quintets laudatoris, es troba a l'edició barcelonina de l'obra de Joan Pujol, de l'any 1573, La singular y admirable victòria que per la gràcia de nostre senyor Déu obtingué el sereníssim senyor don Juan d'Àustria de la potentíssima armada turquesca.